# Jaakow Dawid Kalisz I
Jaakow Dawid Kalisz I (ur. 1814, zm. 1878) – rabin, założyciel i pierwszy cadyk chasydzkiej dynastii Amszynow. Syn cadyka Israela Icchaka Kalisza z Warki i brat Mordechaja Menachema Mendla Kalisza.